# Iwo Rygiel

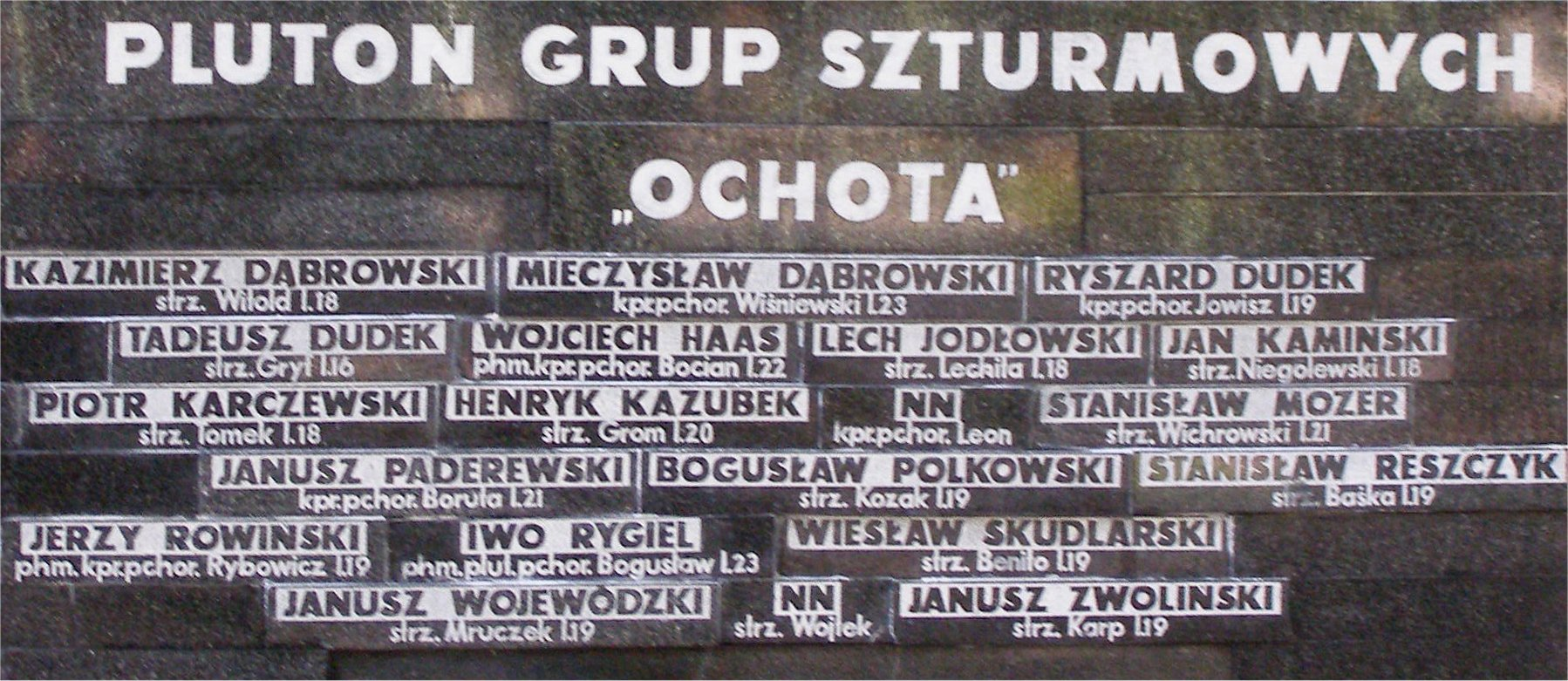
Upamiętnienie na cmentarzu Wojskowym na Powązkach

Iwo Rygiel ps. „Bogusław” (ur. ok. 1921, zm. 2 sierpnia 1944 pod Pęcicami) – podharcmistrz, plutonowy podchorąży, uczestnik powstania warszawskiego jako dowódca 438 harcerskiego plutonu (Blok „Prochownia” – Ochota) Grup Szturmowych wchodzącego w skład 2 rejonu IV Obwodu Ochota Armii Krajowej.

## Życiorys
W czasie okupacji niemieckiej harcerz 3. Warszawskiej Drużyny Harcerzy Szarych Szeregów, od 1941 drużynowy 3. WDH w Hufcu TK (Trzech Krzyży), następnie z drużyną przeszedł do Hufca OC (Ochota), gdzie od 1943 był hufcowym Hufca BS Ochota (Bojowe Szkoły), potem dowódcą Grup Szturmowych Hufca OC, a od 1944 komendantem Hufca.
Początkowo uczestniczył w akcjach Organizacji Małego Sabotażu „Wawer”, następnie w WISS (Wywiad i Informacja Szarych Szeregów). W 1941 ukończył szkolenie unitarne piechoty („Sklepy”), a w 1943 „Szkołę za lasem” – kurs podharcmistrzowski Szarych Szeregów. W tym samym roku ukończył Zastępczy Kurs Szkoły Podchorążych Rezerwy Piechoty „Agricola”, uzyskując stopień plutonowego podchorążego. Student tajnych kursów Politechniki Warszawskiej.
Poległ 2. dnia powstania warszawskiego w boju pod Pęcicami. Został pochowany w zbiorowej mogile w Pęcicach. Jego grób symboliczny znajduje się na cmentarzu ewangelicko-augsburskim przy ulicy Młynarskiej (aleja 21, grób 12)